# Palamondo
 (janvier 2011).
Si vous disposez d'ouvrages ou d'articles de référence ou si vous connaissez des sites web de qualité traitant du thème abordé ici, merci de compléter l'article en donnant les références utiles à sa vérifiabilité et en les liant à la section « Notes et références ».
Le Palamondo de Cadempino est un centre sportif multifonctionnel Suisse construit en 2005 à l'initiative de « Inline Hockey Sayaluca » et peut accueillir environ 1500 spectateurs.
La structure est considérée comme une des plus avancée dans le domaine de l'inline hockey, a accueilli deux éditions des Championnats d'Europe dans cette discipline. Le Palamondo accueille également les réunions des autres sports comme le basket-ball (les matchs à domicile de la SAM Massagno, la formation militaire dans le championnat suisse en Serie A), le volley (volley-ball Lugano ; Serie A en Suisse) et le kickboxing.

## Manifestations
- Championnat d'Europe d'inline hockey
- Matchs de basket